# Kindia (region)
Kindia Region är en region i Guinea. Den ligger i den västra delen av landet, 80 km nordost om huvudstaden Conakry. Antalet invånare är 1 559 185. Arean är 28 873 kvadratkilometer. Kindia Region gränsar till Conakry, Boke Region, Labé Region och Mamou Region. 
Terrängen i Kindia Region är kuperad åt sydväst, men åt nordost är den bergig.
Kindia Region delas in i:
- Telimele Prefecture
- Kindia
- Forécariah
- Préfecture de Dubréka
- Coyah